# Ma vérité (album de Kery James)
Pour les articles homonymes, voir Ma vérité.
Albums de Kery James
Savoir et vivre ensemble
(2004) À l'ombre du show business
(2008)
Ma vérité est le deuxième album studio du rappeur français Kery James, sorti en avril 2005 sur le label UP Music.

## Liste des pistes
| No  | Titre                         | Durée |
| --- | ----------------------------- | ----- |
| 1.  | J'aurais pu dire              |       |
| 2.  | Les Miens                     |       |
| 3.  | En feu de détresse            |       |
| 4.  | Ghetto super classe           |       |
| 5.  | Jusqu'à quand et jusqu'où     |       |
| 6.  | C'est votre choix             |       |
| 7.  | Jusqu'au bout (feat. OGB)     |       |
| 8.  | Je revendique                 |       |
| 9.  | Universel                     |       |
| 10. | Sincérité (feat. Diam's)      |       |
| 11. | Hardcore 2005 (feat. Iron Sy) |       |
| 12. | La vie c'est                  |       |
| 13. | Nos rêves (feat. Amel Bent)   |       |
| 14. | Combien ?                     |       |